# FAM131A
FAM131A (англ. Family with sequence similarity 131 member A) – білок, який кодується однойменним геном, розташованим у людей на 3-й хромосомі. Довжина поліпептидного ланцюга білка становить 335 амінокислот, а молекулярна маса — 36 108.
| 10         |  | 20         |  | 30         |  | 40         |  | 50         |
| ---------- |  | ---------- |  | ---------- |  | ---------- |  | ---------- |
| MFLATLSFLL |  | PFAHPFGTVS |  | CEYMLGSPLS |  | SLAQVNLSPF |  | SHPKVHMDPN |
| YCHPSTSLHL |  | CSLAWSFTRL |  | LHPPLSPGIS |  | QVVKDHVTKP |  | TAMAQGRVAH |
| LIEWKGWSKP |  | SDSPAALESA |  | FSSYSDLSEG |  | EQEARFAAGV |  | AEQFAIAEAK |
| LRAWSSVDGE |  | DSTDDSYDED |  | FAGGMDTDMA |  | GQLPLGPHLQ |  | DLFTGHRFSR |
| PVRQGSVEPE |  | SDCSQTVSPD |  | TLCSSLCSLE |  | DGLLGSPARL |  | ASQLLGDELL |
| LAKLPPSRES |  | AFRSLGPLEA |  | QDSLYNSPLT |  | ESCLSPAEEE |  | PAPCKDCQPL |
| CPPLTGSWER |  | QRQASDLASS |  | GVVSLDEDEA |  | EPEEQ      |  |            |

A: Аланін

C: Цистеїн

D: Аспарагінова кислота

E: Глутамінова кислота

F: Фенілаланін

G: Гліцин

H: Гістидин

I: Ізолейцин

K: Лізин

L: Лейцин

M: Метіонін

N: Аспарагін

P: Пролін

Q: Глутамін

R: Аргінін

S: Серин

T: Треонін

V: Валін

W: Триптофан

Задіяний у такому біологічному процесі, як альтернативний сплайсинг. 
Секретований назовні.